# 尹继伦
尹继伦（947年—996年），北宋将领，开封府浚仪县（今河南省开封市）人，辽朝军士兵送其外号“黑面大王”。

## 生平
父親為尹勋，曾任郢州防御使。尹勋曾经向宋太祖举荐继伦，太祖任命他为殿直，权领虎捷指挥，参加了攻打岭南、南唐金陵战役。宋太宗即位，改任供奉官。跟从宋太宗出征太原，回师，升迁至洛苑使，担任北面缘边都巡检使。
端拱年间（988年—989年），威虏军粮食给养不足，同时契丹密议进攻。宋太宗听闻，派遣李继隆统帅镇、定兵万余，护送辎重数千乘至威虜军。辽军将领乃于越耶律休哥。耶律休哥由间谍得知後，率八万骑，想要中途袭击。尹继伦恰好领兵千余被主帅李继隆派去巡行视察埋伏，在路上与辽军相逢。于越统领大军径直赶路，没有理会继伦军。尹继伦对其麾下说：“贼寇蔑视我等如鱼肉耳！彼南出而捷，还则乘胜驱我而北，不捷亦且泄怒于我，将无遗类矣。为今日计，但当卷甲衔枚以蹑之。彼锐气前趣，不虞我之至，力战而胜，足以自树。纵死犹不失为忠义，岂可泯然而死，为胡地鬼乎！”手下众人皆愤激从命。继伦令军中饲马饲料，等到夜，尹军众人手持短兵器，悄悄跟在辽军之后。行数十里，至唐河、徐河间。天未明，辽军在距尹继伦军大约四五里之处堆锅造饭准备吃完开战，宋军李继隆的部队在辽军阵前严阵以待，尹继伦军从辽军背后突然杀出，冲进辽军阵中杀辽军将领皮室一人。皮室者，契丹相也。皮室既擒，辽军于是惊慌溃散。而后李继隆率军万余越过徐河冲进辽军阵中。耶律休哥正在吃饭，听闻后吓得筷子掉下，被宋军士兵短兵器击中其臂，受伤严重，乘好马先逃跑。辽兵随之大溃，相互践踏死者无数，余党悉引去。辽军自後幾年之間不敢大舉入侵。他们平时相互告诫要提醒说：“当避‘黑面大王’”。尹繼倫有这个外号是因为面目较黑的缘故。後因功领长州刺史，仍兼巡检。
淳化二年（991年），著作佐郎孙崇谏从辽国逃回，宋太宗问他辽国之事，孙竭力陈说徐河之战后辽国士气大坠，所以每次听到尹继伦之名，则仓皇不知所措。宋太宗于是升迁继伦为尚食使，领长州团练使，以励边将。淳化五年（994年），李继隆奉诏讨夏州，以继伦为河西兵马都监。没过多久，任命为深州团练使领本州驻泊兵马部署。
至道二年（996年），宋太宗分遣将帅为五路，以讨李继迁。此时大将李继隆由灵环路往，中途行进缓慢。宋太宗感到很愤怒，急召尹继伦至京师，授灵、庆兵马副都部署，欲以敦促和辅佐继隆。这时继伦已得病，强托病体受诏。宋太宗一向听说其嗜酒，用上等好酒赐给他之后派遣他出征。即日乘驿赴行营，至庆州去世，年五十。宋太宗听闻后哀伤悲叹，遣中使护送灵柩而归葬。

## 延伸阅读
[在维基数据编辑]
 《宋史/卷275》，出自脱脱《宋史》